# Real Teatro de las Cortes
El Real Teatro de las Cortes (llamado hasta el año 2001 Teatro de las Cortes y conocido antiguamente como Corral o Casa de Comedias) es un edificio en el que se representan obras teatrales situado en la ciudad de San Fernando (Cádiz, España). Este teatro fue construido a principios del siglo XIX, una época de gran crecimiento, tanto demográfico como económico, de la ciudad. Este lugar es de considerable importancia para la historia de España y, sobre todo, para el constitucionalismo español, ya que en su interior se reunieron, entre el 24 de septiembre de 1810 hasta 20 de febrero de 1811, los diputados que redactaron la Constitución española de 1812. Tras años de abandono, fue rehabilitado e inaugurado en 1999, reconociéndose su valor histórico. 

Que se eternice con una digna memoria este dichoso recinto, donde por primera vez se ha congregado el pueblo español a alzar los cimientos de su verdadera grandeza y prosperidad. No se arruine ni se desmorone, Señor, este edificio que ha levantado a tanta gloria esta Monarquía, ni menos decaiga su dignidad (...) el que ha llegado a ser templo de la patria
Joaquín Lorenzo Villanueva, diputado por Valencia

## Historia

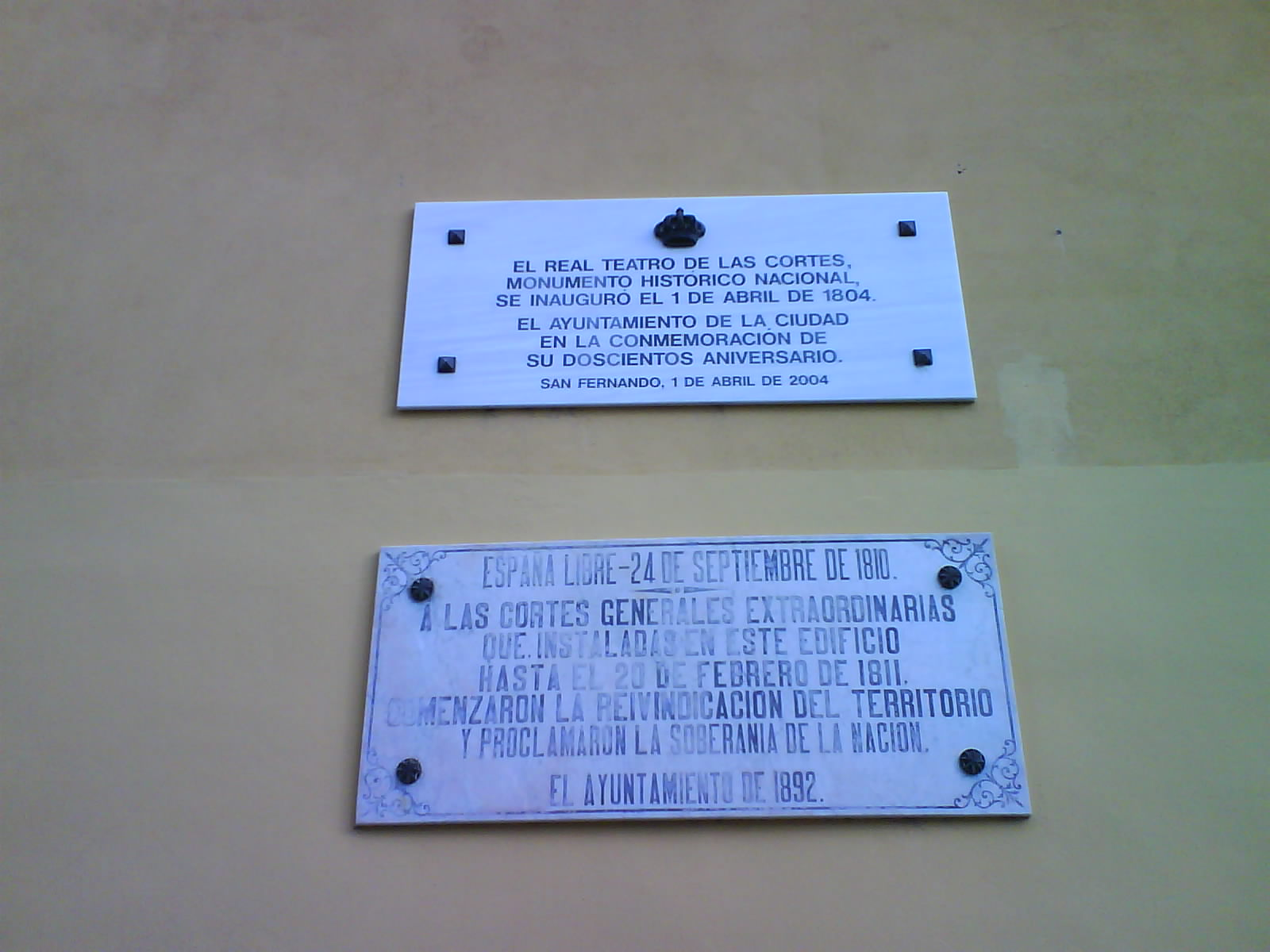
Placas conmemorativas del Teatro, en el lateral del edificio (calle General Serrano).

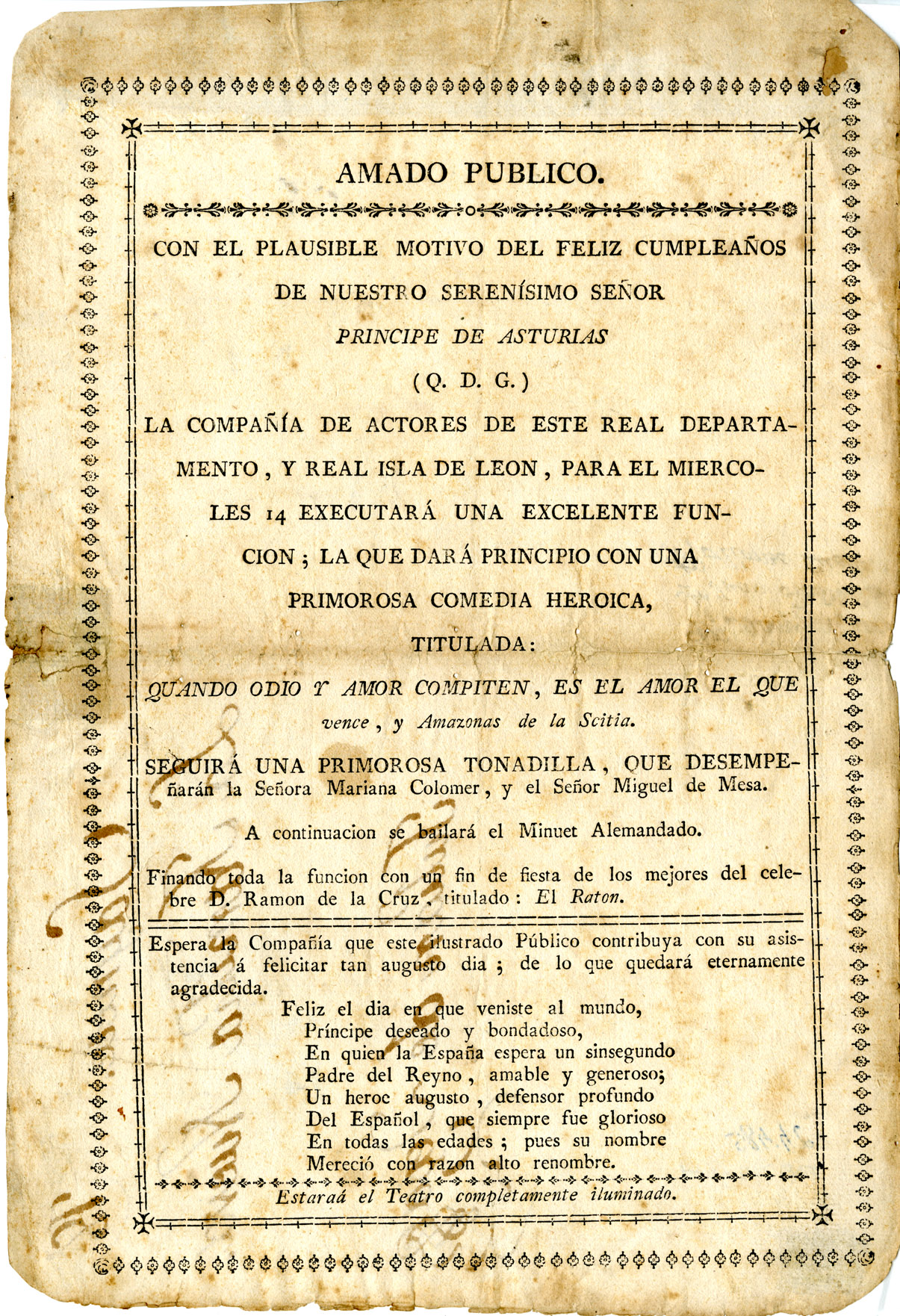
Anuncio de una función de homenaje al Príncipe de Asturias Fernando VII por su aniversario (14 de octubre de 1807).

### Origen
Durante el siglo XVIII San Fernando, conocida por aquel entonces como Real Villa de la Isla de León, vivió un espectacular crecimiento, tanto demográfico como económico, debido a la fuerte instalación de la Armada en la localidad. En este siglo la villa logró emanciparse de Cádiz (1729) y obtener el título de Real Villa (1766). También en esta centuria se creó el Arsenal de la Carraca, se iniciron las obras de la Población Militar de San Carlos (destacando las del Panteón de Marinos Ilustres), se edificó el Observatorio de Marina y se construyeron las principales iglesias y la Casa Consistorial de la villa.
Debido al auge económico de la villa y al crecimiento del número de habitantes surge la necesidad de crear servicios para disfrute de la población. El 19 de marzo de 1769 un vecino de isleño, llamado Juan Hercq, solicita permiso para la construcción de una Casa de Comedias en el centro de la localidad. La construcción de este Coliseo de Comedias al aire libre marca el inicio de la historia de este histórico edificio. Sobre las ruinas de esta Casa de Comedias solicitó Diego de Duarte al consistorio de la ciudad la edificación de un nuevo teatro. Este nuevo teatro recibió el nombre de Teatro Cómico y es el mismo, salvo los cambios realizados en reformas posteriores, que el actual Teatro de las Cortes. El Teatro Cómico de la Real Villa de la Isla de León fue inaugurado el 1 de abril de 1804, siendo sus empresarios José Antonio Salinas y Manuel Arenas, y censor literario Pedro de Lima y Oses.

### Cortes de la Real Villa de la Isla de León
La importancia histórica de este Real Teatro de las Cortes se debe a que en este edificio, durante la Guerra de Independencia, se reunieron los diputados encargados de redactar la Constitución Española de 1812. Desde el 24 de septiembre y el 1810 hasta el 20 de febrero de 1811, las Cortes de Cádiz se reunieron y debatieron sobre el la situación de España y sus colonias, a la vez que elaboraban el texto constitucional. El Teniente General Pedro González de Llamas fue nombrado aposentador de Cortes, y el Ingeniero de Marina Antonio Prat se encargó de los trabajos de adecentamiento y adecuación del coliseo, adaptándolo a las necesidades que requería la ocasión. Quedó finalmente un patio de forma elíptica, que estaba presidido por un retrato del rey Fernando VII, y, en el centro, se colocó una mesa (actualmente se conserva en el Ayuntamiento), destinada al Presidente y a los Secretarios. Los diputados se sentaron en dos hileras de asientos al pie de los palcos, mientras éstos se destinaron al cuerpo diplomático y autoridades; los pisos altos se destinaron para el público en general.

### Decadencia y rehabilitación
Tras las reuniones celebradas durante las Cortes de Cádiz, que finalizaron en febrero de 1811, la Casa de Comedias volvió a funcionar como centro destinado a la actividad teatral, fin para la que fue construida. A finales del siglo XIX, en 1887, se iniciaron las gestiones para que este histórico edificio fuese declarado Monumento Histórico-Artístico, aunque esto no logró conseguirse hasta el 19 de noviembre de 1935, si bien no se publicó hasta el 9 de diciembre de 1935, durante la Segunda República. A pesar de la tardanza de la declaración, el Teatro de las Cortes es el primer y, hasta ahora, único teatro de España que ha sido declarado con esta categoría. Tras la Guerra Civil, el edificio continuó funcionando como teatro, aunque posteriormente fue utilizado como bingo, quedando en un estado muy deteriorado. En 1988 se iniciaron las gestiones para su reforma. Las obras de construcción se iniciaron en 1995. Como culminación a estos trabajos, el 10 de marzo de 1999, los Reyes de España, Don Juan Carlos y Doña Sofía, reinauguraron el Teatro de las Cortes. Finalmente, en el año 2001, el monarca volvió a visitar el teatro para concederle el título de Real Teatro de las Cortes. El teatro fue lugar de numerosos actos con motivo del Bicentenario de las Cortes de Cádiz.